# Ruta Dvaravati-Kamboja

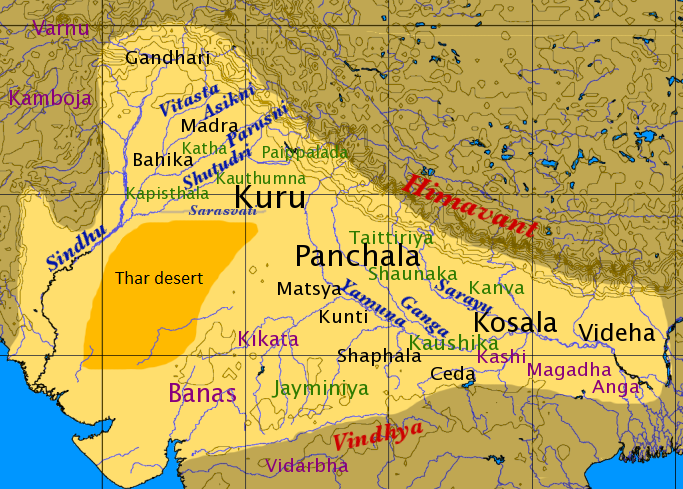
Mapa de los reinos indios durante el período védico (que finalizó a mediados del I milenio a. C.), con el reino de Kamboya en la frontera noroeste

La ruta Kamboya-Dwaravati es el nombre que se le daba en la vieja literatura jataka a una antigua ruta comercial terrestre que fue una rama importante de la ruta de la Seda durante la antigüedad y la época medieval temprana. Conectaba el reino Kamboya (en los actuales Afganistán y Tayikistán), vía Pakistán, con el puerto de Duáraka y otros importantes puertos en la región de Guyarat (actual India), permitiendo que los bienes procedentes de Afganistán y China fuesen exportados por vía marítima hasta la India meridional, Sri Lanka, Medio Oriente y las antiguas Grecia y Roma.
Este camino fue la segunda ruta de caravanas importante más antigua que unía la India con los países del noroeste.

## La ruta

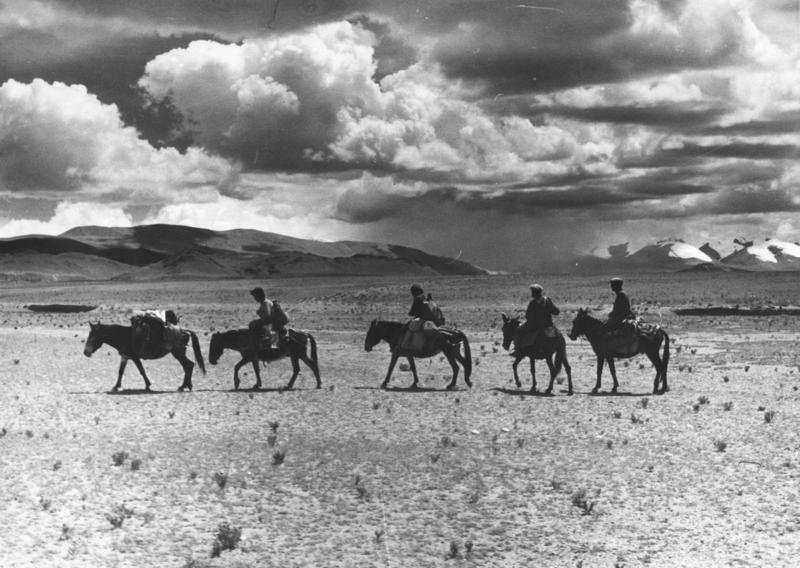
Una caravana de caballos.

La ruta comercial Kamboya-Dwaravati comenzaba en el puerto marítimo de Dwaravati. Pasaba a través de la región de Anarta hasta alcanzar Madhyamika, una ciudad cerca de Chittor. Al sur de Aravalli, el camino alcanzaba el río Indo, donde giraba hacia el norte. En Roruka (moderno Rodi), la ruta se dividía en dos: un camino seguía hacia el este por el valle del río Sarasvati hasta llegar a Jastinapura e Indraprastha, mientras que la segunda rama continuaba hacia el norte para unirse a la principal carretera este-oeste (la ruta Uttarapatha que cruzaba el norte de la India desde Pataliputra a Bamyan) en Pushkalavati.
De Pushkalavati, la ruta Kamboya-Dwaravati y la ruta Uttarapatha corrían juntas hasta Bahlika a través de Kabul y Bamyan. En Bahlika, el camino se volvía al este para pasar a través de las montañas del Pamir y Badakshan, conectando finalmente con la ruta de la seda que iba hacia China.

## Comercio terrestre
Tanto los registros históricos como las evidencias arqueológicas muestran que los antiguos reinos del noroeste (Gandhara y Kamboya) tenían relaciones económicas y políticas con los reinos occidentales indios (Anarta y Saurastra) desde tiempos precristianos. Este intercambio comercial parece haber dado lugar a la adopción de instituciones sociopolíticas similares tanto por los kamboyas como por los saurastras.

### Registros históricos
Referencias tanto en las escrituras hindú como budistas mencionan las actividades comerciales de los antiguos kamboyas con otras naciones:
- El Artha-shastra de Kautilia, un tratado sobre el arte de gobernar escrito entre el siglo III y el II a. C., clasifica los reinos Kamboya y Saurashtra como una sola entidad, dado que ambas repúblicas tienen mismas instituciones político-económicas. El texto hace especial mención de la guerra, la ganadería basada en la agricultura y el comercio.[8] Hay descripciones en la Brijat-samjita (una enciclopedia del siglo VI)[9] y la gran epopeya Mahabharata, que hace especial referencia a la riqueza de los kamboyas.[10]

- Fuentes budistas, como la literatura en la colección Avadāna también se refieren a la «vía terrestre Kamboya-Dwaravati».[11]

### Evidencias arqueológicas
En excavaciones hechas en Afganistán, en Bamiyán, Taxila y Begram, la aparición de numerosos objetos preciosos evidencia una estrecha relación comercial entre la región y las antiguas Fenicia y Roma, al oeste, y Sri Lanka, al sur.
Debido a que las excavaciones arqueológicas en Gujarat también han encontrado antiguos puertos, la ruta Kamboya-Dwaravati es vista como el corredor lógico para los artículos comerciales que alcanzaron el mar antes de viajar hacia el este y el oeste.

## El puerto marítimo y el comercio internacional

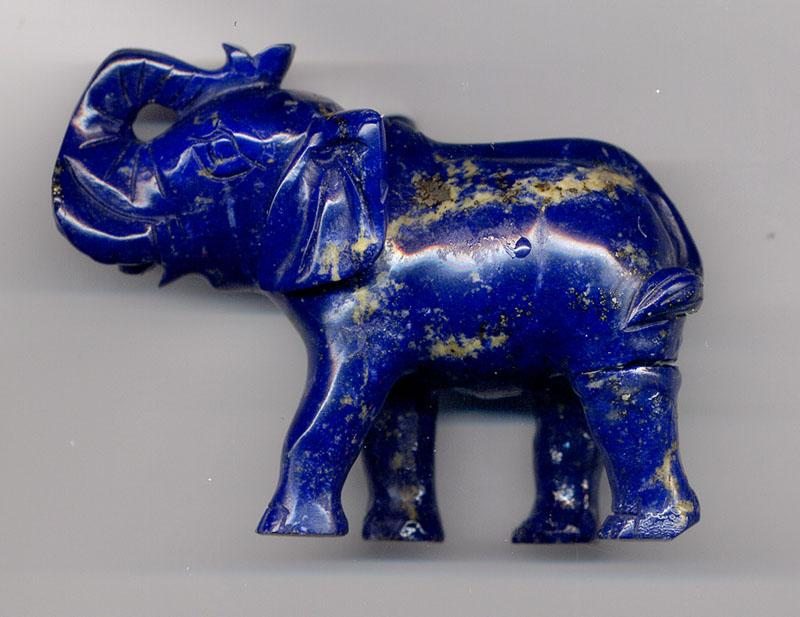
Lapislázuli, una de las mercancías que circuló por la ruta.

Desde el puerto de Dwaravati, final de la ruta Kamboya-Dwaravati, los comerciantes conectaban con las rutas comerciales marítimas para intercambiar mercancías hacia el oeste, hasta Roma, y hacia el Lejano este, como Kampuchea. Las mercancías embarcada en Dwaravati también llegaban a la Antigua Grecia, Egipto, la península arábiga, India meridional, Sri Lanka, Myanmar, la tierra de Suwannaphum (cuya ubicación aún no se ha determinado) y la península de Indochina.
Dwaravati no fue, sin embargo, el único puerto en el extremo de la ruta. Tal vez el más importante fue Barygaza o Bharukaccha (moderno Bharuch, situado en la parte continental al este de la península de Kathiawar en la desembocadura del río Narmada.
Comerciantes de caballos desde el noroeste de Kamboya negociaban incluso llegando hasta Sri Lanka, y pudo haber una comunidad comercial suya viviendo en Anuradhapura, posiblemente junto con algunos comerciantes griegos (Yavanas).
Este comercio continuó durante siglos, mucho después de que los kambhoyas se hubiesen convertido a la religión islámica en el siglo IX d. C.
Los principales productos que se exportaban desde Kamboya eran caballos, ponis, mantas bordadas con hilos de oro, plata Kambu/Kambuka, zinc, mashapurni, asafoetida, somvalak o punga, nueces, almendras, azafrán, pasas y piedras preciosas como lapislázuli, verde turquesa y esmeraldas.

### Los registros históricos: el comercio marítimo occidental
El comercio marítimo desde el extremo sur de la ruta Kamboya-Dwaravati hacia el oeste se documenta en registros griegos, budistas y jainistas:
- La obra Periplo por la Mar Eritrea[cita requerida] (del siglo I d. C.) menciona varios puertos de la costa oeste de la India, desde Barbarikon (en la desembocadura del río Indo), hasta Bharakuccha, Sopara, Kalian y Muziris. El Periplo también se refiere a Saurashtra como una costa de Arabia.

- Un siglo después, la Geographia de Claudio Ptolomeo también se refiere al puerto de Bharakuccha como un gran centro comercial situado en el estuario del río Narmadá.[15] Tolomeo también se refiere a Saurastran como Syrestrene.

- El viajero chino del siglo VII Yuan Chwang llama a Saurashtra Sa-la-ch'a y se refiere a ella como «la carretera al mar, donde todos los habitantes son comerciantes de profesión».[16]

- Textos jainas antiguos sin datar también se refieren a la pesada actividad comercial en los puertos marítimos de Saurashtran, algunos de los cuales se habían convertido en la residencia oficial de comerciantes internacionales.[17] Bharakuccha en particular es descrito como donamukha, lo que significa que las mercancías se intercambiaban libremente.[17] El Brhatkalpa describe el puerto de Sopara como un gran centro comercial y una residencia de numerosos comerciantes.[18]

- Otros puertos mencionados en los textos incluyen Vallabhi (moderno Vala), un puerto floreciente durante la dinastía Maitraka entre los siglos V y VIII. La existencia de un puerto en Kamboi está atestiguada en el siglo X.[19]

El comercio de la costa occidental india fue bastante lucrativo. Comerciantes de Bharukacchan y Soparan que establecieron asentamientos o puestos comerciales en el golfo Pérsico cosecharon enormes beneficios del comercio indo-romano y, según el papiro de Viena, escrito en la mitad del siglo II, pagaban altas tasas de interés.

### Evidencias arqueológicas: el comercio marítimo occidental

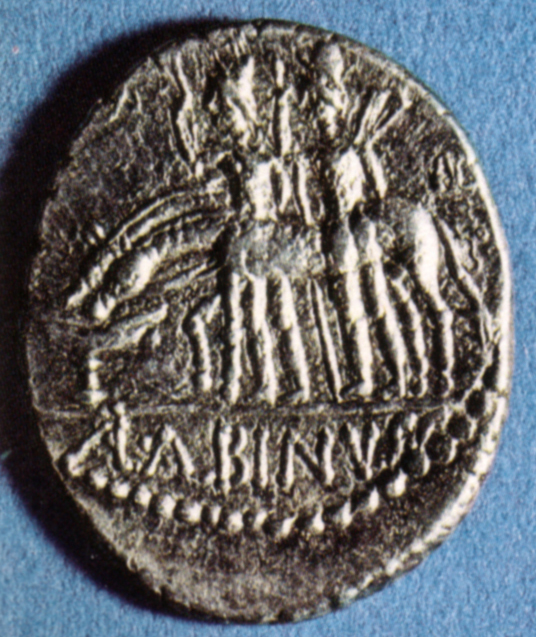
Una moneda romana.

Hay buenas evidencias arqueológicas de que bienes del Imperio romano se comerciaron en los dos primeros siglos de nuestra era llegando a Kamboya y Bactria a través de la península de Gujarati. Los arqueólogos han encontrado frescos, decoraciones de estuco y estatuas de la antigua Fenicia y Roma en Bamian, Begram y Taxila en Afganistán.
Los productos de Roma que circulaban por la ruta comercial incluían incienso, coral de varios colores (especialmente rojo), linos de Egipto, vinos, vasos de plata decorados, goma, piedra, vidrio opaco y esclavas griegas y europeas. También se negociaban monedas de oro romanas, y por lo general se fundían en lingotes en Afganistán, aunque muy poco oro llegó de Roma después del año 70 d. C. A cambio, los barcos con destino a Roma y al oeste cargaban en Barbaricum/Bharukaccha con lapislázuli de Badakshan, turquesas verdes del Hindu Kush y sedas chinas (mencionadas en como alcanzar Barbaricum vía Bactria en El Periplo por la Mar Eritrea).

### Registros históricos: comercio marítimo oriental
El comercio marítimo con el este y el sur desde los puertos localizados en el extremo sur de la ruta Kamboya-Dwaravati se describe en documentos budistas, jainas y de Sri Lanka.
- Antiguas referencias budistas dan fe de que las naciones del noroeste, incluyendo Kamboya así como los reinos Gandhara, Kashmira, Sindhu y Sovira formaban parte de un circuito de comercio con los puertos marítimos occidentales indios. Enormes barcos comerciales navegaban con regularidad entre Bharukaccha, Sopara y otros puertos occidentales y meridionales de la India, Sri Lanka, Myanmar, Suwannaphum y la península de Indochina.[23][24] En particular, la literatura en la colección budista del Avadāna se refiere a un santo llamado Bahiya Daruciriya que nació en el puerto de Bharakuccha y que hizo varios viajes comerciales. Navegó la longitud del Indo siete veces, y también viajó a través del mar hasta Suwannaphum y regresó sanos y salvo a casa.[11] Además, el texto Pali del siglo IV Sihalavatthu se refiere a los kamboyas, que están en la provincia de Rohana en la isla de Tambapanni, o Sri Lanka.[25]

- Un texto jaina sin datar menciona un velero mercante que navegó desde Bharukaccha y que habría llegado a Sri Lanka, a la corte de un rey llamado Chandragupta.[26]

- También hay una tradición en Sri Lanka (recogida en el Pūjāvaliya) que Tapassu y Bhalluka, los dos hermanos comerciantes naturales de Pokkharavati (moderno Pushkalavati) en lo que entonces era la antigua Kamboya-Gandhara y ahora es la provincia de la Frontera Noroccidental de Pakistán, «visitaron la costa este de Ceilán y construyó una Cetiya allí».[27]

Además, varias inscripciones epigráficas antiguas encontradas en una cueva en Anuradhapura se refieren a las comunidades kamboya y a una gran kamboya sangha (comunidad) en el antiguo Sinhala, ya en el siglo III a. C.
- Varios registros iraníes[cita requerida] mencionan una embajada de un rey de Sri Lanka al emperador iraní Anusharwan (531-578). El monarca de Sri Lanka se dice que envió al emperador persa diez elefantes, doscientas mil piezas de madera de teca y siete buceadores de perlas.

### La evidencia arqueológica: el comercio marítimo del este
En excavaciones arqueológicas hechas en Sri Lanka han aparecido monedas, abalorios e intaglios de Bactria y Afganistán.[cita requerida]
Recientemente se ha desenterrado un fragmento de una estatua de Buda en esquisto (posiblemente proveniente de Gandhara) en las excavaciones en Jetavanaramaya, en Anuradhapura. Otros hallazgos en Sri Lanka, tales como el lapislázuli del tipo Badakshan, conectan la isla con Kamboya, antigua fuente del material.[cita requerida]